# 反SOPA和PIPA抗議

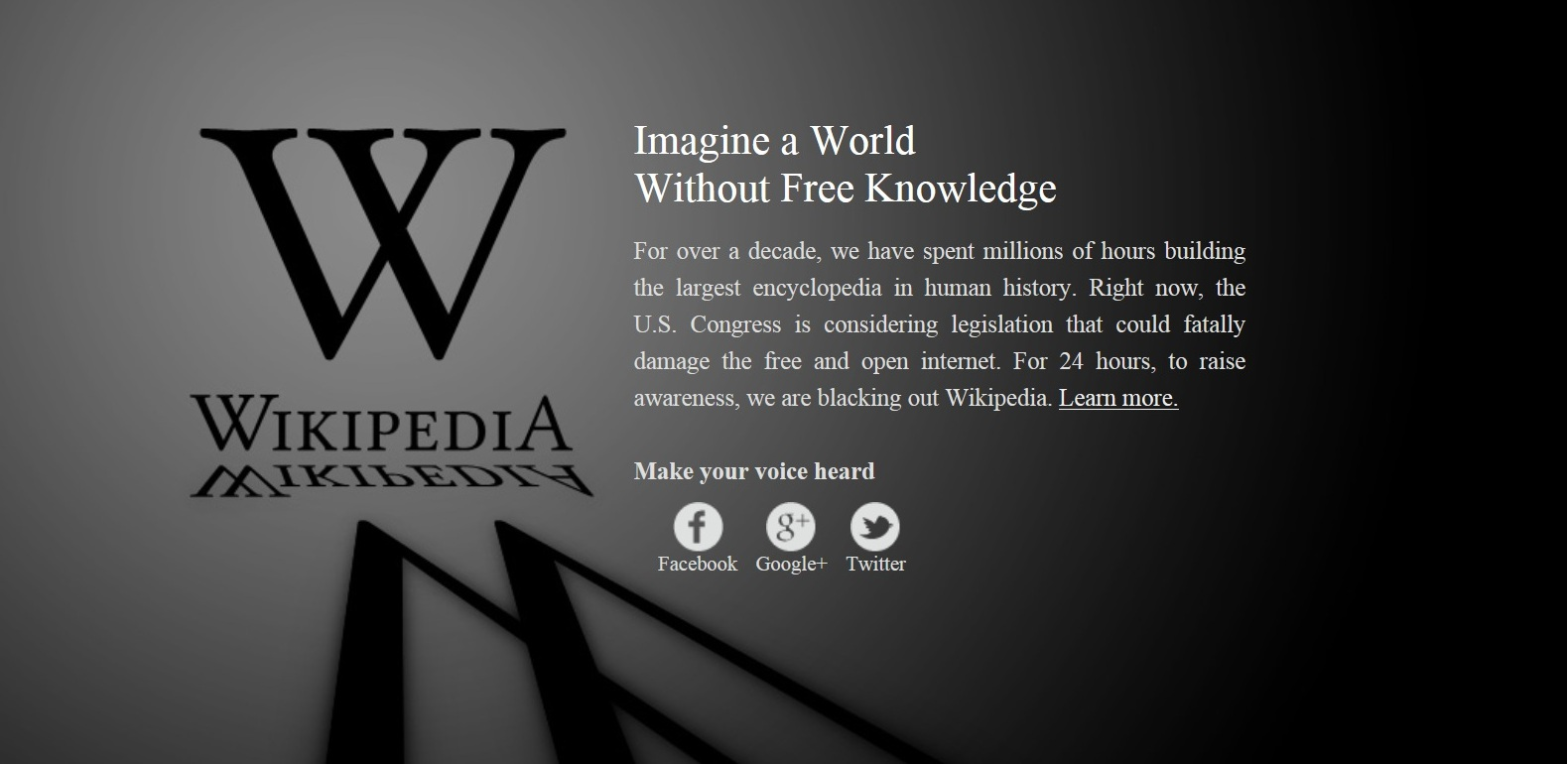
英文維基百科關閉時的螢幕截圖

反SOPA和PIPA抗議（Protests against SOPA and PIPA）是一系列爲抗議美國國會準備表決的《禁止网络盗版法案》（SOPA）和《保护知识产权法案》（PIPA）的行动。此次抗議活動得到了多個知名網站支持或參與，包括英文維基百科和Google。其中以英文維基百科在2012年1月18日至19日進行的自發性的，歷時24小時的關閉抗議活動最受媒體關注。

## 背景
美国国会众议院和参议院分别在2011年10月26日和早前的5月12日推出了禁止网络盗版法案（SOPA）和保护知识产权法案（PIPA）。两者都回应了用美国法律制裁不属于美国司法管辖区的网站的问题。即便数字千年版权法案及其他现行法律已经被普遍认为是打击美国网站非法内容或活动的有效手段 ，打击海外网站的行动仍是困难重重。SOPA和PIPA均提出透过切断美国投资的侵权网站（尤其是广告）、付费处理器、搜索引擎结果、网页浏览器能见度来纠正这一困难。所有这些服务的主要供应商总部设在美国。值得注意的是，该规定还涉及域名系统（DNS）的修改。DNS是整个互联网的支柱，是允许世界各地的计算机精确地相互搜寻的关键服务。
部分媒体公司和美国电影协会、美国唱片工业协会和娱乐软件协会等行业协会对该决定表示支持。支持者普遍认为需要更有效的法律打击国内的非法产品服务和假冒产品（处方药、运动鞋、化妆品等）销售，世界各地的版权侵犯活动存在预防问题，皆因它们源自美国以外的国家。
反对法案的有技术和互联网企业和协会、维基百科社群等内容创作者、免费的软件作者、言论自由组织、国会议员及其他网站组织，还有许多受惠于其服务的市民。他们普遍认为法律给两个主要领域带来严重的副作用：
1. 影响到网站、社群和用户生成内容；
2. 影响到要求严格的网络架构和安全。

谷歌的政策主管鲍勃·布尔斯廷表示，像Youtube的支援用户生成内容网站若遵守法规“就会陷入黑暗” 。率先活跃在基层对抗法案行动的网站Tumblr于2011年11月16日加入“审查”功能，社交媒体聚合网站Reddit同样积极参与其中。
该两项法案招惹了许多反对的声音，亦引起了1800多名英文维基百科用户的讨论和商量对策。最终，英文维基百科为了表达自己反对这两项法案通过的立场，而史无前例地在2012年1月16日宣布将在两天后全球性地将整个英文维基百科下线24小时。维基媒体基金会亦表态支持英语维基百科。

## 过程

### 維基百科社群
2011年12月10日，维基百科联合创始人吉米·威尔士提请大家关心SOPA，他表示这项法案比意大利几个月的窃听法案要“糟糕得多”，美国国会用了个“误导性标题”想快点步其后尘。他表示自己出席过关于该话题的高层会议，希望了解英国维基社群对该问题的感受，尤其是借鉴意大利语维基百科编辑2011年10月反动关站抗议媒体审查法案成功经验的问题。
随后的非正式讨论起初获得正面的回应，正式咨询阶段的议题为“SOPA计划”，由社区开辟，审议具体建议和优先选项。事项包括地区（是美国还是全球）和网站范围（全站关闭还是提供页面访问链接）。最终，讨论的结果是强烈支持网站于1月18日全球关站24小时，正常的阅读和编辑功能关闭。这一举动获得1800名编辑的投票肯定。关站行动并不彻底，用户借助手机界面或镜像站点，或是禁止网页浏览器的Javascript等功能仍可正常访问维基百科内容。关站启动几个小时内，许多站点在页面顶部挂上关站声明，用上改变网址、使用Adblock Plus、Greasemonkey等浏览器扩展程序和阻止页面完全加载等手段。
本次投票仅影响英文维基百科，其他语言版本和维基项目有抗议法律给予全球潜在影响的选择权。至少30个姐妹项目社群愿意关站。
2012年1月17日，吉米·威尔士肯定了社群的决定，主管英文维基百科的维基媒体基金会支持社群的决定。

## 后果及反应
身為世界第6大網站（2012年1月Alexa資料），維基百科此次事件受到眾多媒體的關注，包括澳洲廣播公司、 加拿大廣播公司、英國廣播公司、《明镜周刊》、《费加罗报》、《世界报》、《自由人报》、福克斯新闻频道、《衛報》 、Menafn、News Limited、天空新闻台、《世纪报》、《印度教徒报》、《纽约时报》、《华盛顿邮报》、《华尔街日报》以及《印度时报》。